# أربورلو
أربورلو هو نوع بسيط من مرحاض السماد حيث يتم جمع البراز في حفرة ضحلة وتزرع شجرة فواكه لاحقًا في التربة الخصبة للحفرة الكاملة. أربورلووس لها: حفرة مثل حفرة المرحاض ولكن أقل عمقًا. أرضية خرسانية أو حديدية أو أرضية قوية أخرى ؛ البنية الفوقية (بيت المرحاض أو البيت الخارجي) لتوفير الخصوصية ؛ وربم اغطاء حول الحفرة لحماية الحفرة من الانهيار، يجب أن تظل الحفرة أعلى من مستوى المياه الجوفية في التربة حتى لا تلوث المياه الجوفية.

خطوات استخدامه.

يعمل هاذا النظام عن طريق وضع البلاطة والبنية الفوقية مؤقتًا فوق حفرة ضحلة أثناء امتلائها بالبراز، والبول، والورق، والأوراق، ومواد أخرى للمسح، ومياه الغسيل الشرجية المحتملة كلها تدخل في الحفرة. بعد كل استخدام، يجب إضافة كوب من التربة المحفورة للمساعدة في السيطرة على الرائحة والذباب. عندما تكون الحفرة ممتلئة تقريبًا، يتم نقل الجزء الخارجي والبلاطة إلى حفرة محفورة حديثًا ويتم تغطية الحفرة القديمة ببعض الأرض من الحفرة الجديدة وتترك إلى السماد. تزرع شجرة فاكهة أو نباتات مفيدة أخرى في الحفرة القديمة، ويفضل أن يكون ذلك خلال موسم الأمطار.
يتم تخزين البراز وتحويله بأمان في التربة، وتجنب انتقال الأمراض، ولا يجب معالجته أو التلاعب به من قبل أي شخص. وبدلاً من ذلك، تزرع الثمار على الأشجار، وتخصبها الفضلات البشرية.
الشجرة نوع من المرحاض الجاف. من خلال استخدام التربة الغنية بالمغذيات في حفرة متقاعدة، يعالج الشجرة، في الواقع، البراز كمورد وليس كمنتج نفايات. يستخدم أربورلوس في المناطق الريفية في العديد من البلدان النامية، على سبيل المثال في زيمبابوي ومالاوي وإثيوبيا.

## التصميم
```
وبخصوص التصميم قد تكون حفرة التغوط دائرية أو مربعة وقد يعتمد ذلك على البلاطة والبنية الفوقية.
```

الحفرة الدائرية أقل عرضة للانهيار.حفرة الشجرة ضحلة (بين عمق 1 و1.5 متر) إذا تم حفر الحفرة يدويًا يجب أن يكون قطرها 0.9 متر على الأقل لاستيعاب الحفر الفعال. يجب أن تكون الأرضية بعرض 20 سم على الأقل من الحفرة للسماح بثباتها.إذا كانت الأرضية مستديرة وغير متصلة بالداخل، يمكن دحرجها إلى الحفرة الجديدة.
```
السقف اختياري، خاصة إذا كانت الأرضية مصنوعة بحيث لا يتدفق جريان المطر إلى الحفرة. تشمل مزايا عدم صنع السقف ما يلي: المزيد من الضوء، والتهوية الأفضل، والشطف التلقائي مع المطر، والتطهير عن طريق الأشعة فوق البنفسجية
```

الشمسية، وانخفاض التكلفة، ووزن أقل